# Pictogramas del Departamento de Transporte de los Estados Unidos

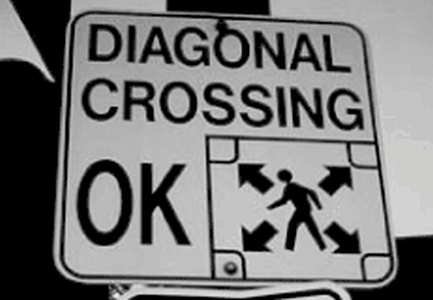
Un letrero en inglés con un pictograma en la parte inferior. El hombre representa la manera de cruzar la calle comparando al texto cruce diagonal.

Los pictogramas del Departamento de Transporte de los Estados Unidos (llamados a veces: pictogramas del Instituto de Artes Gráficas de Norteamérica) son un conjunto de 50 signos esquemáticos utilizados para transmitir información útil a los usuarios de servicios públicos: aeropuertos, estaciones de tren, hoteles y otros lugares con afluencia de turistas. Son más fáciles de entender que líneas de texto. Entre estos pictogramas están los gráficos que representan sanitarios y teléfonos públicos. Como resultado de su casi universal aceptación, algunos los describen como la tipográfica Helvética de los pictogramas y llaman al personaje que aparece en ellos "el Hombre helvético" (bautizado así por la diseñadora gráfica Ellen Lupton).
Pese a haber sido creados por el Gobierno de los Estados Unidos estas imágenes son del dominio público y pueden ser utilizados por cualquier persona para cualquier propósito.

## Historia
En 1974, el Departamento de Transporte de los Estados Unidos reconoció los defectos de los pictogramas utilizados en las autovías del país y comisionó al Instituto de Artes Gráficas de Norteamérica para producir un conjunto de pictogramas comprensibles. En colaboración con Roger Cook y Don Shanosky, los diseñadores realizaron un exhaustivo estudio de los pictogramas que ya se utilizaban alrededor del mundo. Su investigación fue amplia, abarcó imágenes utilizadas en lugares tan distintos como el Aeropuerto Internacional de Tokio y las Olimpiadas de 1972. Los diseñadores calificaron estas imágenes basándose en criterios como qué tan legibles eran, su reconocimiento internacional y su resistencia al vandalismo. Después de determinar qué características eran las más exitosas y apropiadas, los diseñadores crearon un conjunto de pictogramas para representar los 34 mensajes requeridos por el Departamento de Transporte de Estados Unidos.
En 1979, se agregaron 16 símbolos más para sumar los actuales 50.